# Georgiana Rolls
Pour les articles homonymes, voir Rolls.
Georgiana Marcia Rolls, Lady Llangattock, née Maclean le 28 février 1837 à Kirkby Overblow et morte le 1er avril 1923 à The Hendre, est une mondaine, collectionneuse, militante et philanthrope britannique.
Passionnée par Horatio Nelson et par les héros navals associés, elle est l'épouse de John Rolls, 1er baron Llangattock. Elle et son mari vivaient à The Hendre, une maison de campagne victorienne au nord de Monmouth.

## Biographie
Georgiana Maclean est la fille de Charles Maclean, 9e baronnet de Morvern et d'Emily Eleanor (née Marsham). Elle est née à Kirkby Overblow, dans le Yorkshire, et y est baptisée le 28 février 1837 par son oncle, le révérend Jacob Joseph Marsham. Sa mère, décédée en avril 1838, était la fille du révérend Jacob Marsham, chanoine de Windsor et recteur de Kirkby Overblow, et petite-fille de Robert Marsham, 2e baron Romney.
En 1868, elle épouse John Allan Rolls, le fils unique de John Etherington Welch Rolls (en) et d'Elizabeth Long. Ils s'installent à The Hendre et possèdent également une maison South Lodge à Rutland Gate à Londres. Ils auront quatre enfants : John Maclean Rolls, Henry Alan Rolls, Eleanor Rolls et Charles Stewart Rolls (1877-1910), co-fondateur de Rolls-Royce Limited et première personne à parcourir la Manche dans les deux sens.
Son mari est nommé haut shérif du Monmouthshire et devient député du Monmouthshire pendant cinq ans. Pendant ce temps, le Rolls Hall (en) est construit et donné à la ville de Monmouth pour célébrer le jubilé de la reine. Lady Llangattock est connue pour son amour des collections de meubles. Elle devient Lady Llangattock lorsque son mari pris le titre de Lord Llangattock en 1892. Avec son mari elle assiste au couronnement du roi Édouard VII en 1902. Passionnée par l'amiral Nelson, elle participe aux célébrations au Kymin (en) où le centenaire de sa mort est commémoré le 21 octobre 1905.

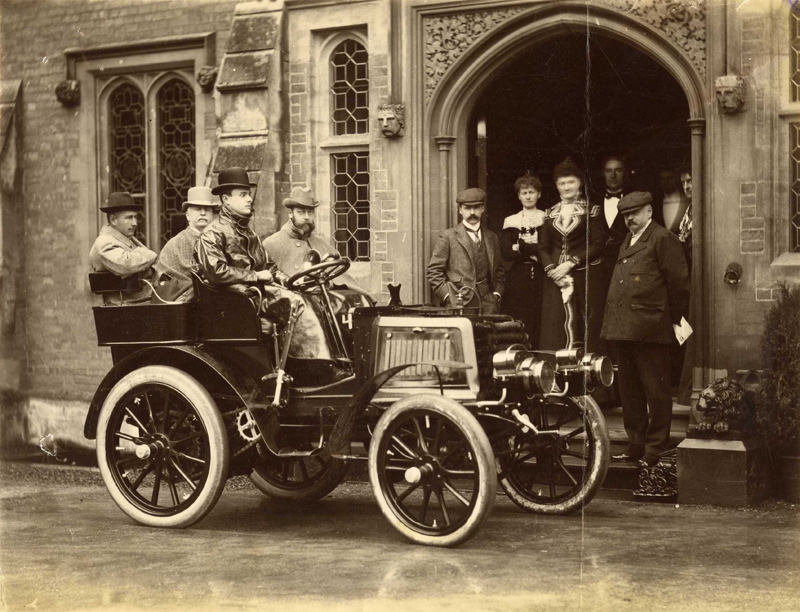
Le duc d'York, Lord et Lady Llangattock, Charles Cust et Charles Rolls à The Hendre en 1900.

La pairie et le rang de son mari permettent au couple d'inviter le duc et la duchesse d'York (plus tard le roi George V et la reine Mary) en 1900 à rester avec eux à The Hendre. Son plus jeune fils, Charles Rolls, emmène le couple royal dans ce qui semble être leur premier trajet en voiture.
Lady Llangattock est connue pour ses intérêts philanthropiques et sociaux et pour sa promotion du rôle des femmes dans la société. Elle est élue en 1902 présidente de la branche du Monmouthshire de la Soldiers' and Sailors' Families' Association (en). En décembre 1910, elle organise une réunion à Monmouth qui crée une branche de la Croix-Rouge britannique dans le comté et envisage pour la première fois la création de détachements d'aide volontaire (VAD) dans la région. Elle devient la première présidente de la branche Monmouthshire de la Société.
Elle meurt en 1912. Ses deux autres fils ont été tués au combat pendant la Première Guerre mondiale. Elle était donc la dernière Lady Llangattock et sa fille Eleanor Shelley-Rolls hérite de The Hendre.

## Collections
La collection Llangattock comprend une quantité importante de lettres écrites par Nelson à sa femme. Elle a été léguée à la ville de Monmouth. Les lettres, reliées en cinq volumes, ont été achetées aux enchères en 1914 à la famille Nelson par Lady Llangattock chez Christie's. Les trois premiers volumes contiennent des lettres à sa femme depuis sa proposition jusqu'à leur séparation, et le premier volume contient l'alliance de la femme de Nelson. Le premier bâtiment qui abritait la collection, initialement un gymnase sur Glendower Street (en) offert à la ville de Monmouth par Lady Llangattock, est maintenant connu sous le nom de Nelson Rooms (en). Le musée de Monmouth (en) a été appelé le musée Nelson car il est basé sur les collections de Llangattock. Le musée abrite également des documents sur la famille Rolls et contient le portrait de Lady Llangattock de 1867 créé par H. Groves. La bibliothèque locale du Rolls Hall possède également un portrait en pied de Lady Llangattock.